# ذا كينغ أوف فايترز 2001
ذا كينغ أوف فايترز 2001 (بالإنجليزية: The King of Fighters 2001)‏، وترمز ب"KOF 01"، وهي الدفعة الثامنة في سلسلة ألعاب القتال الشهيرة ذا كينغ أوف فايترز، طورت من طرف إيوليث، ونشرت من طرف شركة إس إن كي، أطلقت عام 2001 على أجهزة ألعاب الصالات، وتبعتها إصدارات بلاي ستيشن 2 ومايكروسوفت ويندوز وإكس بوكس ون، وبلاي ستيشن 4، ونينتندو سويتش.

## قصة كاملة
لقد مر عام واحد منذ أن تم تدمير معظم منطقة ساوث تاون بواسطة زيرو كانون (Zero Cannon) المدمر الآن. تقام بطولة ملك المقاتلين مرة أخرى، وهذه المرة، يستضيفها فريق نيستس (Nests)، مجموعة الخصوم الذين يقفون وراء أحداث المباراتين السابقتين.
يعود كي وماكسيما (Maxima) لوضع حد لفريق (NESTS) مرة واحدة وإلى الأبد. انضم إليهم الآن عضو فريق محاربي إيكاري (Ikari Warriors) السابق ويب (Whip) والقاتل بين (Lin) سابقًا من فريق بينيمارو، وكلاهما يسعى إلى تدمير نيستس أيضًا. ترسل المجموعة فريقها الخاص للمنافسة في البطولة، والذي يتكون من وكلاء كولا دايمند وأنخيل وفوكسي وأخرون. ينضم كيو كوساناجي إلى زملائه السابقين في الفريق بينيمارو نيكايدو وجورو ديمون، ويعيد توحيد فريق اليابان الأصلي جنبًا إلى جنب مع شينغو يابوكي، بينما ينضم إيوري ياجامي إلى فريق مكون من العملاء سيث وفانيسا ورامون. ينضم يوري ساكازاكي مجددًا إلى فريق فن القتال ، بينما يقود كينغ (King) وماي شيرانوي (Mai Shiranui) مرة أخرى فريق المقاتلات (Women Fighters) جنبًا إلى جنب مع العائدين لي شيانغفاي (Li Xiangfei) وهيناكو شيجو (Hinako Shijo). يعود هايديرن (Heidern) أيضًا إلى فريق البطولة، ليأخذ مكان ويب في فريق محاربي إيكاري، بينما يتولى طالب كيم كابهوان الشاب ماي لي (May Lee) مكان جون هون في فريق العدالة الكوري، حيث لم يتمكن الأخير من المنافسة بسبب الإصابة.

## اللعب
وكما في اللعبة السابقة، تدور المعارك مرة أخرى بين فرق مكونة من أربعة أفراد. بدلاً من التنسيق الصارم "ثلاثة مقاتلين ومهاجم واحد"، يقدم هذا الإصدار نظام الترتيب التكتيكي، والذي يسمح للاعب باختيار الشخصيات التي سيتحكم فيها في القتال والشخصيات التي ستكون بمثابة مهاجمين. قبل كل مباراة، يمكن للاعب تشكيل فريق مكون من أربعة مقاتلين وليس مهاجمين، إلى مقاتل واحد وثلاثة مهاجمين. سيؤثر عدد المهاجمين في الفريق على طول وعدد مخزون مقياس قوة اللاعب. سيكون لدى الفرق التي ليس لديها مهاجمين مقياس قوة أطول لملئه ويمكنها حمل مخزون واحد فقط، في حين أن الفريق الذي يضم مقاتلًا واحدًا وثلاثة مهاجمين فقط سوف يملأ مقياس القوة الخاص به بشكل أسرع ويحمل ما يصل إلى أربعة مخزون. يمكن استخدام سهم واحد لاستدعاء مهاجم، أو أداء حراسة أو إلغاء فائق، أو هجوم سريع، أو حركة خاصة فائقة. تتطلب الحركات الخاصة الفائقة ذات المستوى الأقصى وجود مخزونين لأداءها. يمكن للاعبين الآن إلغاء هجوم باستدعاء نظام (Striker Summon) باستخدام إلغاء المهاجم، بينما تمتلك بعض الشخصيات الآن تقنيات واير ويب (Wire Whip) التي سترسل خصمًا يطير في الهواء ويصل إلى الجانب الآخر من منطقة القتال. هذه الدفعة كانت آخر لعبة في السلسلة التي تتميز بنظام سترايكر سيستم (Striker System) حتى الآن.